# Stadhuis van New York

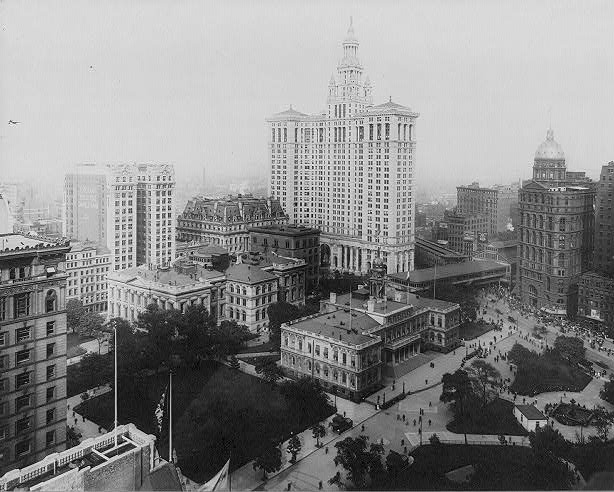
Stadhuis in 1915 met erachter het hoge Manhattan Municipal Building

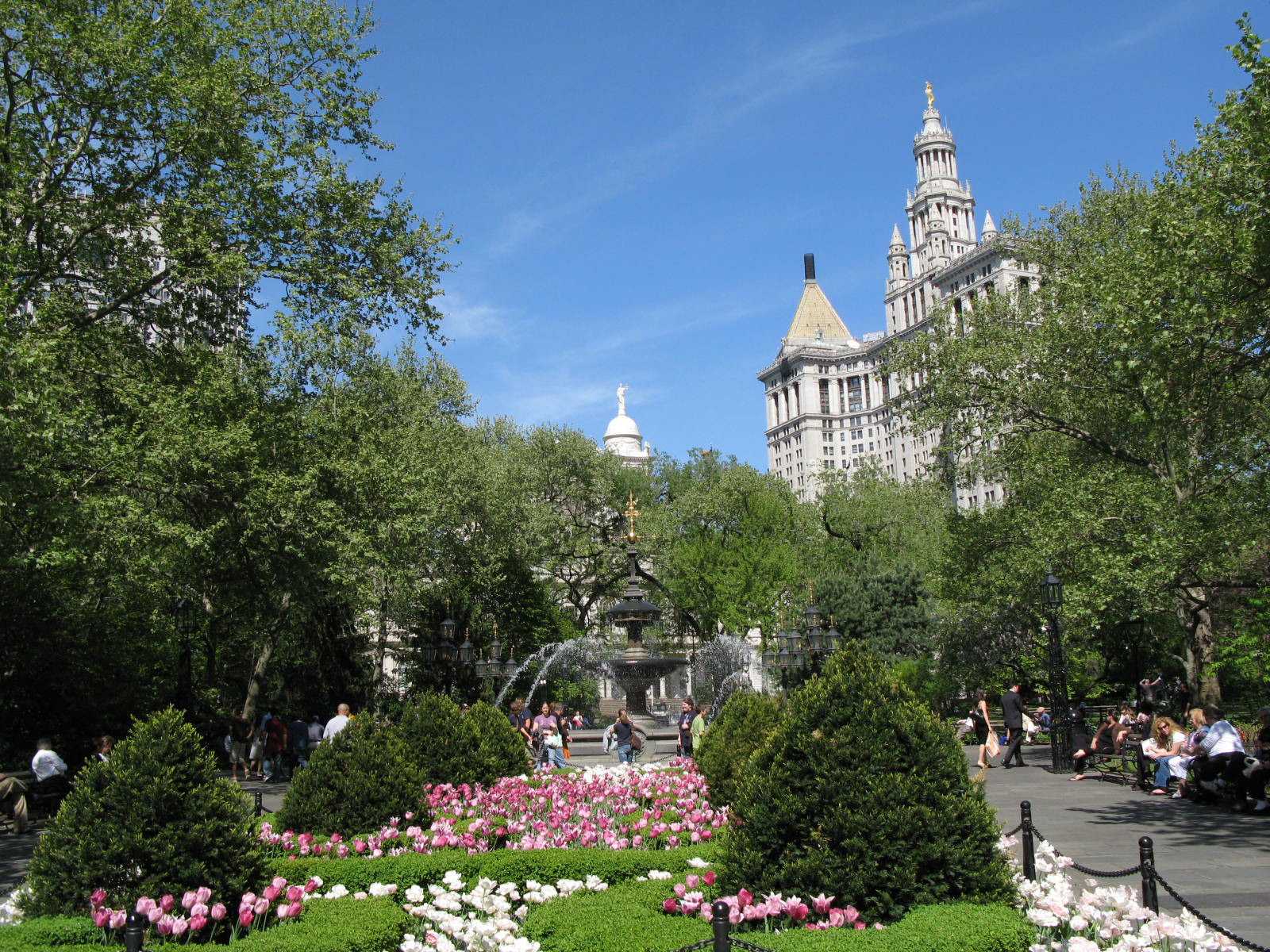
City Hall Park

Het stadhuis van New York (Engels: New York City Hall) is gevestigd in het midden van het City Hall Park in het Civic Center-gedeelte van Lower Manhattan tussen Broadway, Park Row en Chambers Street. Het gebouw zelf is het oudste stadhuis in de Verenigde Staten waar nog steeds overheidstaken worden uitgevoerd, zoals het kantoor van de burgemeester en de kamers van de gemeenteraad. Aan de New York City Hall is van 1803 tot 1812 gebouwd en is een National Historic Landmark.

## Geschiedenis
Het eerste stadhuis van New York was gebouwd door de Nederlanders in de 17e eeuw aan de Pearl Street. Het tweede stadhuis van de stad, gebouwd in 1700, stond aan de Wall en Nassau Streets. Dat gebouw werd hernoemd naar Federal Hall, nadat New York de eerste hoofdstad werd van de Verenigde Staten na de Amerikaanse Onafhankelijkheidsoorlog. Plannen voor een nieuw stadhuis werden besproken door de gemeenteraad rond het jaar 1776, maar door de financiële gevolgen van de oorlog werd het vertraagd. De gemeenteraad koos een plek van een oude meent aan de noordelijke grens van de stad, wat momenteel City Hall Park is.
In 1802, hield de stad een wedstrijd voor een nieuw stadhuis. De eerste prijs van $350 werd toegewezen aan John McComb Junior en Joseph François Mangin. McCombs was een New Yorker en hij had al het Castle Clinton ontworpen in het Battery Park. Mangin studeerde architectuur in zijn land van herkomst, Frankrijk. Mangin was ook de architect van het monument de St. Patrick's Old Cathedral aan de Mulberry Street.
De bouw van het nieuwe stadhuis werd vertraagd nadat de gemeenteraad het ontwerp te extravagant vonden. In reactie hierop, maakten zij het gebouw kleiner en lieten brownstone gebruiken aan de onderkant van het gebouw om kosten te besparen. Onrust onder de werknemers en een uitbraak van de gele koorts vertraagden verder de bouw. Het gebouw werd officieel geopend in 1812.

## Architectuur
De architectuur van het stadhuis combineert twee bekende historische bewegingen; Franse renaissance (exterieur) en Amerikaans-georgiaans (interieur). Het gebouw bestaat uit een centraal paviljoen met twee beschermende vleugels. Het ontwerp van het stadhuis heeft minstens twee andere publieke bouwwerken beïnvloed, de Tweed Courthouse en de Surrogate's Courthouse. De ingang kan bereikt worden via een lange trap. Boven de ingang is een balustrade die door zuilen wordt gedragen. Daarnaast is op het dak nog een balustrade. De toren in het midden met een koepel werd herbouwd in 1917 na twee grote branden. Het marmer en brownstone van de façade werd in 1954 volledig vervangen.
Aan de binnenkant is er onder de toren een ronde hal met een grote marmeren trap naar de tweede verdieping, waar tien zuilen de koepel ondersteunen. In deze hal vonden er gemeentelijke en nationale gebeurtenissen plaats. Zo lagen Abraham Lincoln en Ulysses S. Grant er opgebaard, waar een groot publiek op af kwam voor het laatste eerbetoon. Het stadhuis is een monument en is geregistreerd in de New York State en National Registers of Historic Places.

## Functies
Officiële recepties worden gehouden in de Governor's room (gouverneurs kamer). In de oude Blue Room (blauwe kamer) worden de officiële persconferenties gehouden door de burgemeester en het wordt ook vaak gebruikt bij ceremonies voor het tekenen van wetten. Hoewel het kantoor van de burgemeester zich bevindt in het gebouw, wordt het personeel van de dertien gemeentelijke afdelingen gehuisvest in het nabij gelegen Manhattan Municipal Building, een van de grootste overheidsgebouwen van de wereld.